# Post Human: Nex Gen
Post Human: Nex Gen (estilizado como POST HUMAN: NeX GEn) é o sétimo álbum de estúdo da banda de rock britânica Bring Me the Horizon. Foi lançado de surpresa em 24 de maio de 2024, originalmente planejado para 15 de setembro de 2023, como segunda parte da série Post Human, após o álbum Post Human: Survival Horror de 2020. Também é o último álbum a ter a participação do tecladista e produtor assistente da banda Jordan Fish, após sua saída do grupo no final de 2023.

## Lançamento
Em 16 de setembro de 2021, a banda lançou o primeiro single do álbum, "Die4U". O segundo single, "Strangers", foi lançado em 6 de julho de 2022. Em 4 de maio de 2023, o terceiro single, "Lost", foi lançado. Em 1° de junho de 2023, o quarto single, "Amen!", com participações de Daryl Palumbo da banda Glassjaw e Lil Uzi Vert, foi lançado. Em junho de 2023, a banda anúnciou Post Human: Nex Gen, com a data de 15 de setembro de 2023 como a data original de lançamento. Entretanto, em 24 de agosto, Sykes anunciou que o lançamento seria adiado devido a "circunstâncias imprevistas", que deixaram a banda "incapaz de completar a gravação com os padrões que estamos acostumados". O quinto single, "Darkside", foi lançado em 13 de outubro de 2023. Em 22 de dezembro de 2023, a banda anunciou que o tecladista Jordan Fish estava deixando o grupo. Em 5 de janeiro de 2024, a banda lançou o sexto single do álbum, "Kool-Aid". Em 23 de maio de 2024, a banda anunciou a data de lançamento do álbum, 24 de maio de 2024. A banda lançou o videoclipe para o sétimo single do álbum "Top 10 Statues That Cried Blood" em 5 de junho.

## Composição
Críticos descreveram Post Human: Nex Gen como post-hardcore, pop punk, hyperpop, metal alternativo, metalcore, electronica, emo, nu metal, e easycore.

## Recepção da crítica
| Críticas profissionais | Críticas profissionais |
| Pontuações agregadas   | Pontuações agregadas   |
| Fonte                  | Avaliação              |
| ---------------------- | ---------------------- |
| AnyDecentMusic?        | 7.2/10                 |
| Metacritic             | 84/100                 |
| Avaliações da crítica  |                        |
| Fonte                  | Avaliação              |
| Distorted Sound        | 8/10                   |
| Dork                   | [ 17 ]                 |
| The Guardian           | [ 19 ]                 |
| Kerrang!               | 4/5                    |
| Metal Hammer           | [ 23 ]                 |
| NME                    | [ 24 ]                 |
| Rolling Stone          | [ 25 ]                 |
| Sputnikmusic           | 2.0/5                  |
| Wall of Sound          | 9.5/10                 |

Post Human: Nex Gen recebeu análises positivas da crítica. No Metacritic, que atribui uma classificação normalizada de 100 às críticas dos principais críticos, o álbum tem uma pontuação média de 84 de 100, baseada em 4 análises, indicando "aclamação da crítica". Ed Walton do Distorted Sound sentiu que "valeu absolutamente a pena a espera" do álbum, e chamou de uma "perfeita continuação do que Survival Horror nos deu". De acordo com Ali Shutler do Dork, "toda a gravação flui no lado certo do caos... É urgente, mas nunca opressivo." Ben Beaumont-Thomas, escrevendo para o The Guardian, chamou de "um álbum definidor da nossa era sobrecarregada digitalmente." De acordo com Nick Ruskell do Kerrang!, "BMTH provou-se capaz de atender às demandas criativas que lhes são impostas."
Escrevendo para o Metal Hammer, Emily Swingle chamou o álbum de "caótico, confuso e sem sentido", e "parece que não deveria funcionar - mas, supreendentemente, é também por isso que funciona." Rishi Shah do NME descreveu como "um álbum que é um bombardeio de som e cor", e considerou que valeu a pena a espera de quatro anos. Nick Reilly da Rolling Stone chamou de "um rock épico sem fim que mostra que o rolo compressor do Bring Me não periga desacelerar". A Sputnikmusic foi menos positiva, afirmando, "Como uma banda consegue se aproveitar de Deaf Havana, Deftones, Boston Manor, Enter Shikari, Porter [Robinson], Green Day, Radiohead, MGK, Iggy Pop e DreamWeaver, com participação de Underoath, Aurora, Lil Uzi Vert, Daryl Palumbo...e ser tão chato?" De acordo com Tyle Rubke do Wall of Sound, "Post Human: Nex Gen é uma experiência quintessencial do Bring Me the Horizon e sem dúvidas uma das gravações mais inventivas e diversas até hoje."
Foi eleito pela Loudwire como o 6º melhor álbum de rock de 2024.

## Faixas
| Lista de faixas de Post Human: Nex Gen |                                                        |         |  |
| N.º                                    | Título                                                 | Duração |  |
| 1.                                     | "(OST) Dreamseeker"                                    | 0:19    |  |
| 2.                                     | "Youtopia"                                             | 4:02    |  |
| 3.                                     | "Kool-Aid"                                             | 3:48    |  |
| 4.                                     | "Top 10 Statues That Cried Blood"                      | 4:00    |  |
| 5.                                     | "Limousine (com Aurora)"                               | 4:11    |  |
| 6.                                     | "Darkside"                                             | 2:45    |  |
| 7.                                     | "A Bullet W/ My Name On (com Underoath)"               | 4:20    |  |
| 8.                                     | "(OST) (Spi)ritual"                                    | 1:54    |  |
| 9.                                     | "N/A"                                                  | 3:20    |  |
| 10.                                    | "Lost"                                                 | 3:25    |  |
| 11.                                    | "Strangers"                                            | 3:15    |  |
| 12.                                    | "R.I.P. (Duskcore Remix)"                              | 3:23    |  |
| 13.                                    | "Amen! (com Lil Uzi Vert e Daryl Palumbo do Glassjaw)" | 3:09    |  |
| 14.                                    | "(OST) P.U.S.S.-E"                                     | 2:49    |  |
| 15.                                    | "Die4U"                                                | 3:27    |  |
| 16.                                    | "Dig It"                                               | 7:12    |  |
| Duração total:                         | Duração total:                                         | 55:19   |  |

| Faixas bônus da edição japonesa |                                |         |  |
| N.º                             | Título                         | Duração |  |
| 17.                             | "Darkside (Ao vivo em Tóquio)" | 3:20    |  |
| 18.                             | "Lost (Ao vivo em Tóquio)"     | 4:24    |  |
| 19.                             | "Amen (Ao vivo em Tóquio)"     | 4:43    |  |
| Duração total:                  | Duração total:                 | 67:46   |  |

Notas
- "(OST) Dreamseeker", "(OST) (Spi)ritual", e "(OST) P.U.S.S.-E" são estilizadas em caixa baixa com "OST" entre colchetes.
- "Youtopia" é estilizada como "YOUtopia".
- "Top 10 Statues That Cried Blood" é estilizada como "Top 10 staTues tHat CriEd bloOd".
- "Limousine" é estilizada como "liMOusIne".
- "Darkside" é estilizada como "DArkSide".
- "A Bullet W/ My Name On" é estilizada como "a bulleT w/ my namE On".
- "N/A" é estilizada como "n/A".
- "Lost" é estilizada como "LosT".
- "Strangers" é estilizada como "sTraNgeRs".
- R.I.P. (Duskcore Remix)" é estilizada como "R.i.p. (duskCOre RemIx)".
- "Amen!" é estilizada como "AmEN!".
- "Die4U" é estilizada como "DiE4u".
- "Dig It" é estilizada como "DIg It". "Dig It" termina em 5:12 e é seguida por 1 minuto e 30 segundos de silêncio até uma faixa escondida iniciar em 6:42, onde a personagem "M8" começa a falar com o ouvinte antes de ser interrompida por um grito distorcido. Quando o áudio é tocado por um espectrograma, ele revela um código QR que leva a um website baseado no álbum.[31][32]

Créditos de sample
- "N/A" possui um coro de multidão gravado na turnê 2024 NX_GN.

## Créditos
Bring Me The Horizon
- Oliver Sykes – vocais principais (todas as faixas), programação (1, 2, 4, 5, 7–9, 12, 14, 16), teclados (8)
- Lee Malia – guitarra (2–7, 9–13, 15, 16), backing vocals (3)
- Matt Kean – baixo (2–7, 9–13, 15, 16)
- Matt Nicholls – percussão (2–7, 9–13, 15, 16)

Músicos adicionais
- Cynthoni – programação (1, 14)
- Dan Lancaster – programação (2, 4, 5, 7, 9, 12, 16), teclados (2, 4, 7, 9, 16), backing vocals (2, 4)
- Mark Kouznetsov – cordas (2)
- Zakk Cervini – programação (3, 6, 9, 10, 13), backing vocals (7)
- Lucy Landry – backing vocals (3)
- RJ Pasin – guitarra (4)
- Aurora – vocais (5)
- Jordan Fish – programação (6, 7, 9–11, 13, 15), teclados (7, 9), backing vocals (10, 11, 13, 15)
- Gianni Taylor – backing vocals (6)
- Spencer Chamberlain – vocais (7)
- Aaron Gillespie – vocais (7)
- Alexander Nosenko – teclados, programação (8)
- Choir Noir – vocal de coral (11)
- Daryl Palumbo – vocais (13)
- Lil Uzi Vert – vocais (13)
- BloodPop – programação (15)

Técnico
- Zakk Cervini – mixagem (todas as faixas), masterização (3, 6, 10, 13, 15)
- Ted Jensen – masterização (1, 2, 4, 5, 7–9, 11, 12, 14, 16)
- Julian Gargiulo – mixagem (1–9, 12, 14, 16), engenharia (todas as faixas)
- Nik Trekov – mixagem (15), engenheiro assistente (13)
- Dan Lancaster – engenharia (5)
- Guillermo Rodriguez – engenharia (13)
- Ben Thomas – engenharia (13)
- Phil Gornell – engenheiro assistente (3)
- Jason Inguagiato – engenheiro assistente (5)
- Alissic – arte

## Desempenho
| Parada (2024)                                  | Posição máxima |
| ---------------------------------------------- | -------------- |
| Alemanha (Offizielle Deutsche Charts)          | 4              |
| Austrália (ARIA)                               | 2              |
| Áustria (Ö3 Austria Top 40)                    | 2              |
| Bélgica (Ultratop Flandres)                    | 15             |
| Bélgica (Ultratop Valônia)                     | 34             |
| Canadá (Billboard)                             | 37             |
| Croácia (HDU)                                  | 25             |
| Escócia (Official Scottish Albums)             | 2              |
| Eslováquia (ČNS IFPI)                          | 11             |
| Espanha (PROMUSICAE)                           | 21             |
| Estados Unidos (Billboard 200)                 | 36             |
| Estados Unidos (Top Hard Rock Albums)          | 1              |
| Estados Unidos (Top Rock & Alternative Albums) | 10             |
| Finlândia (Suomen virallinen lista)            | 17             |
| França (SNEP)                                  | 33             |
| Grécia (IFPI Grécia)                           | 29             |
| Hungria (MAHASZ)                               | 15             |
| Irlanda (Official Irish Albums)                | 26             |
| Itália (FIMI)                                  | 76             |
| Japão (Oricon)                                 | 22             |
| Japão Combined Albums (Oricon)                 | 32             |
| Japão Rock Albums (Oricon)                     | 4              |
| Japão Hot Albums (Billboard Japan)             | 23             |
| Lituânia (AGATA)                               | 53             |
| Nova Zelândia (RMNZ)                           | 8              |
| Noruega (VG-lista)                             | 14             |
| Países Baixos (Dutch Charts)                   | 19             |
| Polónia (ZPAV)                                 | 41             |
| Portugal (AFP)                                 | 19             |
| Reino Unido (Official Albums Chart)            | 2              |
| Reino Unido (UK Rock & Metal Albums)           | 1              |
| República Tcheca (ČNS IFPI)                    | 8              |
| Suécia (Sverigetopplistan)                     | 27             |
| Suécia Hard Rock Albums (Sverigetopplistan)    | 27             |
| Suíça (Schweizer Hitparade)                    | 6              |

## Certificados
| Região                                              | Certificação | Vendas  |
| --------------------------------------------------- | ------------ | ------- |
| Reino Unido (BPI)                                   | Prata        | 60 000^ |
| ^números de vendas baseados somente na certificação |              |         |

## Histórico de lançamento
| Região         | Data                   | Formato                    | Gravadora      | Ref.          |
| -------------- | ---------------------- | -------------------------- | -------------- | ------------- |
| Várias         | 24 de maio de 2024     | Download digital streaming | Sony Music RCA | [ 69 ]        |
| Várias         | 27 de setembro de 2024 | CD vinil cassete           | Sony Music RCA | [ 70 ]        |
| Estados Unidos | 27 de setembro de 2024 | CD vinil cassete           | Columbia       | [ 71 ] [ 72 ] |